# Дачное (платформа, Санкт-Петербург)
Да́чное — железнодорожный остановочный пункт в Санкт-Петербурге на двухпутном перегоне Броневая - Лигово линий Санкт-Петербург — Калище и Санкт-Петербург — Гатчина-Балтийская. Расположен недалеко от пересечения Дачного проспекта и проспекта Народного Ополчения. Название происходит от наименования исторического района Санкт-Петербурга.
Станция открыта в конце мая 1909 года, до 1922 года была первой остановкой на пути следования от Балтийского вокзала. В 1931 году решением Ленинградского Пригородного райисполкома Ленинградской области станция должна была быть переименована в Форель (неподалёку находилась психиатрическая больница имени Фореля, являвшаяся своеобразной топонимической доминантой) для замены дублировавшегося названия. Однако в силу решение, по всей видимости, не вступило.
В 1933 году через остановочный пункт прошла электрификация от ст. Ленинград-Балтийский до ст. Ораниенбаум-I. Это был первый электрифицированный участок на Октябрьской железной дороге. Тогда напряжение в контактной сети составляло 1,5 кВ постоянного тока. 
В 1948 году после разрушений в результате боевых действий во время ВОВ было восстановлено движение электросекций. Были заново построены две высокие боковые пассажирские платформы и устройства контактной сети. В 2003 году платформы подверглись реконструкции в рамках подготовки участка Санкт-Петербург-Балтийский - Ораниенбаум-I к запуску новых электропоездов "Спутник".
В 1967 году этот участок был переведён на напряжение 3,3 кВ постоянного тока.
В 1 километре 100 метрах к северо-западу от платформы находится станция метро «Проспект Ветеранов».

### Фото

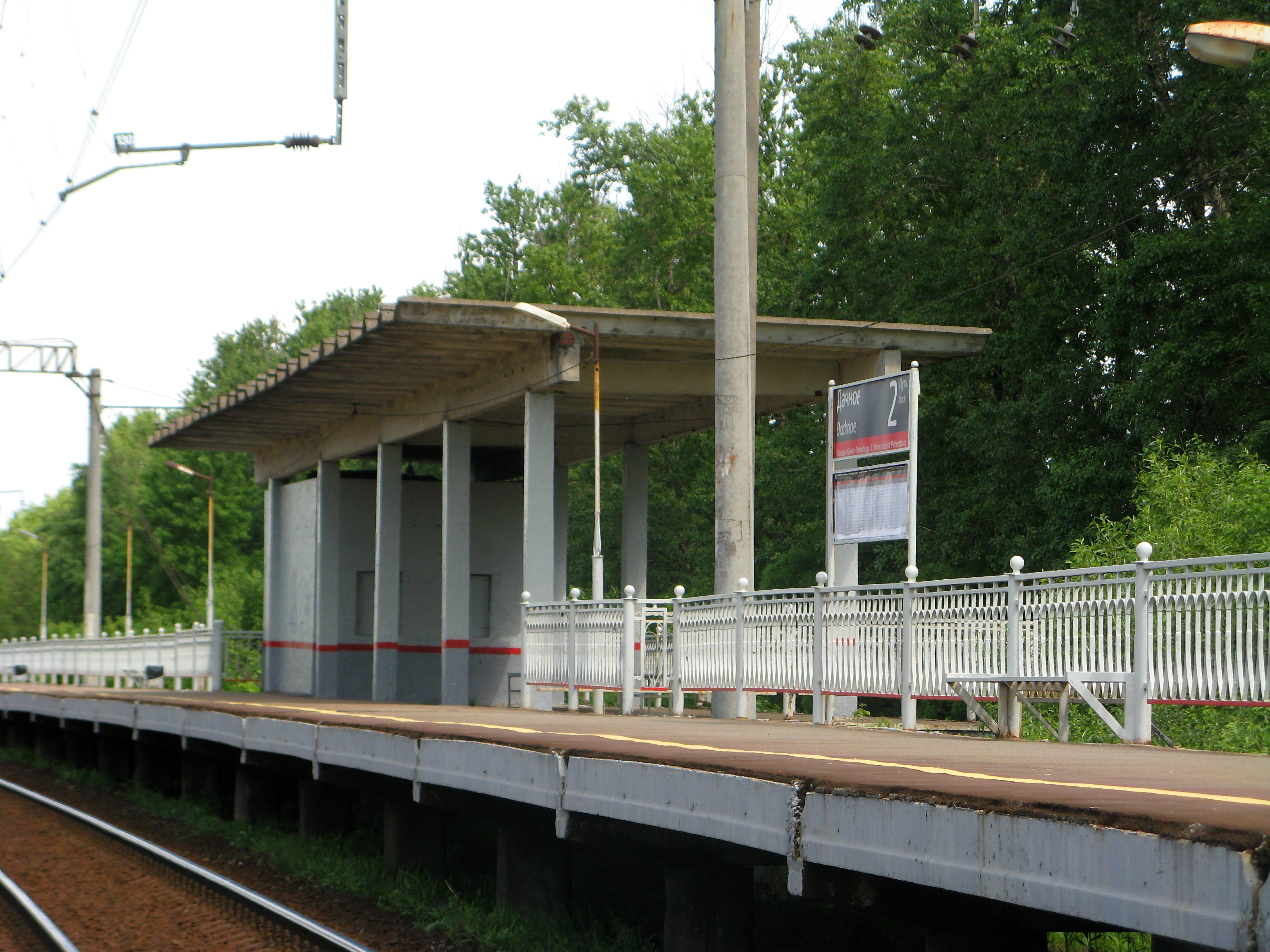
Платформа №2
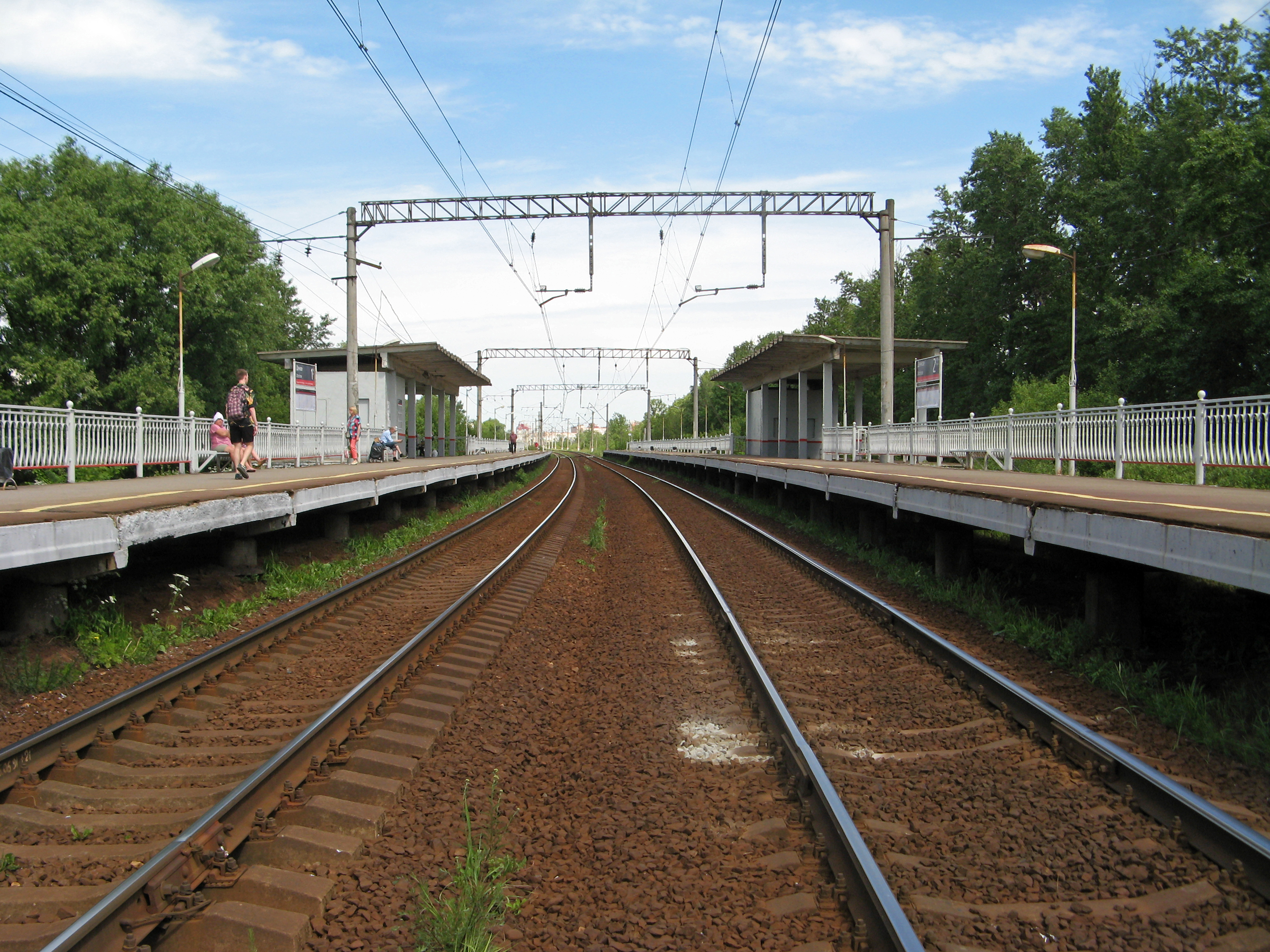
Вид в сторону Санкт-Петербурга
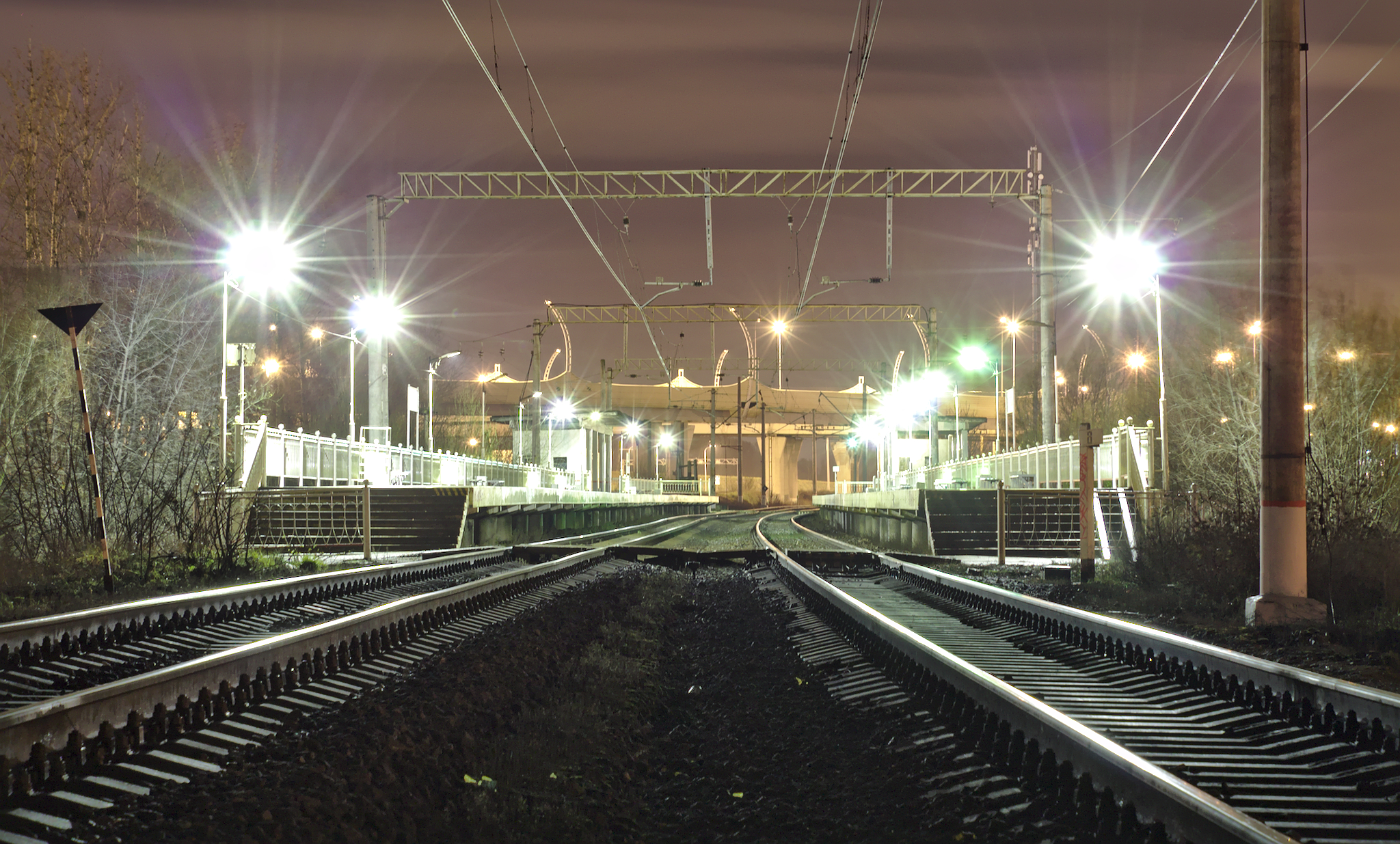
Платформа Дачное ночью
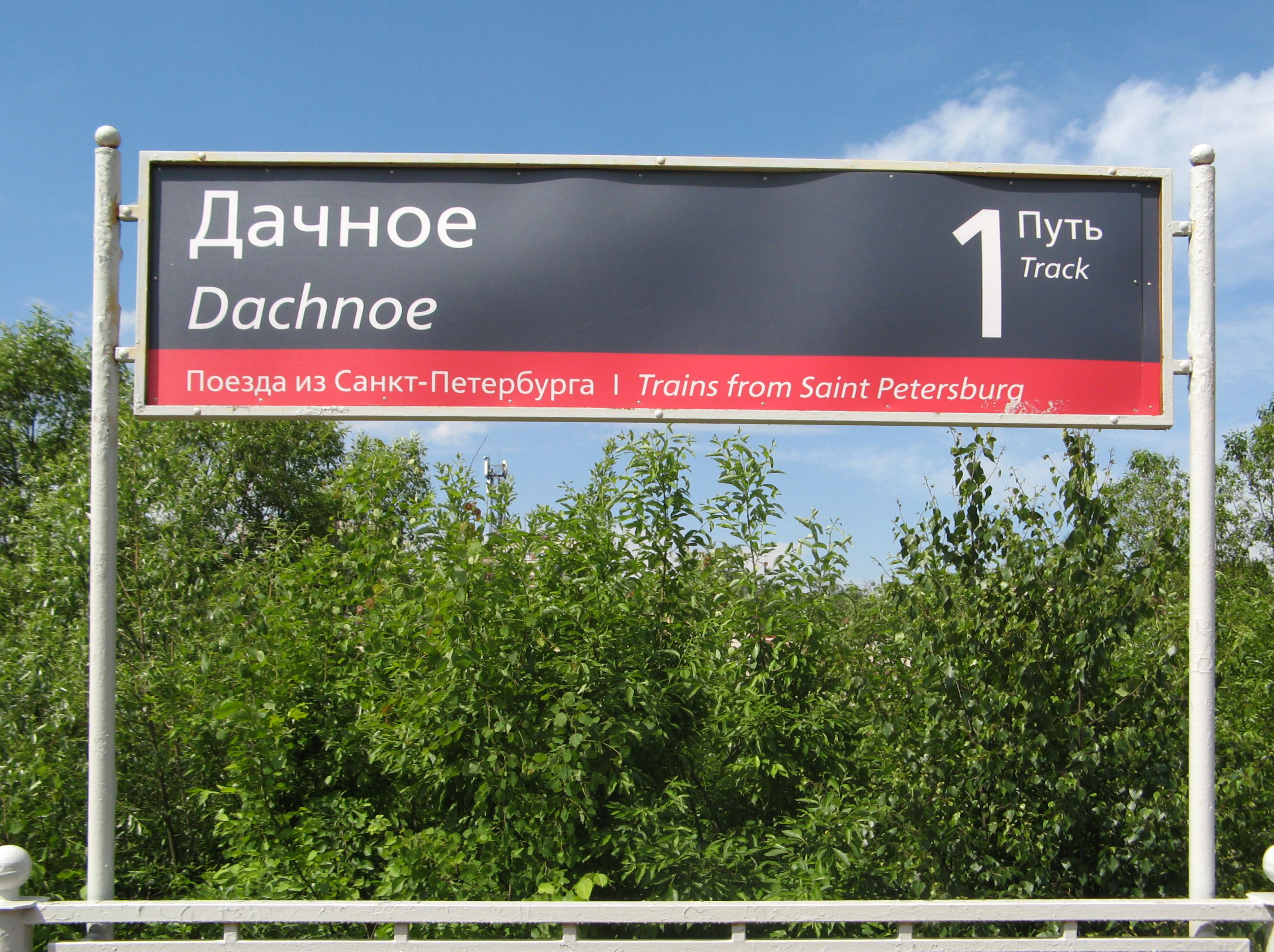
Табличка с названием

### Расписание электропоездов
- Расписание пригородных поездов. Яндекс.Расписания.
- Расписание пригородных поездов на tutu.ru